# Pretty Dirty Secrets
Pretty Dirty Secrets é uma websérie americana de mistério e um spin-off da série de televisão Pretty Little Liars. A produção faz parte da franquia Pretty Little Liars e se passa entre os eventos dos episódios "The Lady Killer" e "This Is a Dark Ride", da terceira temporada. A trama é ambientada na loja Rosewood Halloween Spooktacular Store, enquanto os moradores de Rosewood se preparam para o Halloween.

## Premissa
Os moradores de Rosewood estão se preparando para a festa de Halloween, que, neste ano, será em um trem. Para isso, eles vão até a loja de fantasias da cidade. No entanto, para alguns, a festa pode não ser a única coisa em seus planos.

## Elenco e personagens
- Aeriél Miranda como Shana Fring (5 webisódios)
- Yani Gellman como Garrett Reynolds (Webisódios: "I'm a Free MAn", "A VoicemAil"; apenas voz)
- Brant Daugherty como Noel Kahn (Webisódio: "I'm a Free MAn")
- Vanessa Ray como CeCe Drake (Webisódio: "A Reunion")
- Brendan Robinson como Lucas Gottesman (Webisódio: "TrAde Off")
- Drew Van Acker como Jason DiLaurentis (Webisódio: "A Reunion")

## Webisódios
| N.º | Título           | Dirigido por    | Escrito por             | Exibição original      |
| --- | ---------------- | --------------- | ----------------------- | ---------------------- |
| 1 | "A ReservAtion"  | Arthur Anderson | Kyle Bown & Kim Turrisi | 28 de agosto de 2012   |
| "A" deixa uma mensagem na secretária eletrônica da Rosewood Halloween Spooktacular Store sobre a sua reserva. Estrelando: Jennifer Cain como mulher da mensagem do correio de voz |                  |                 |                         |                        |
| 2 | "A Reunion"      | Arthur Anderson | Kyle Bown & Kim Turrisi | 4 de setembro de 2012  |
| CeCe e Jason têm uma discussão sobre Alison na Rosewood Halloween Spooktacular Store enquanto Shana escuta a conversa. Estrelando: Drew Van Acker como Jason DiLaurentis, Vanessa Ray como CeCe Drake e Aeriél Miranda como Shana Fring |                  |                 |                         |                        |
| 3 | "A VoicemAil"    | Arthur Anderson | Kyle Bown & Kim Turrisi | 11 de setembro de 2012 |
| Enquanto a Sra. Reynolds escuta suas mensagens do correio de voz, é revelado que Garrett e ela estão planejando deixar Rosewood. Enquanto isso, "A" deixa uma mensagem de correio de voz assustadora. Estrelando: Yani Gellman como Garrett Reynolds (voz) e Jennifer Cain como mulher da mensagem do correio de voz |                  |                 |                         |                        |
| 4 | "I'm a Free MAn" | Arthur Anderson | Kyle Bown & Kim Turrisi | 18 de setembro de 2012 |
| Enquanto fazia compras na Rosewood Halloween Spooktacular Store, Noel começa a flertar com Shana. Noel e Garrett se encontram e iniciam uma discussão sobre Jenna e como ela escolheu Noel. Enquanto isso, Shana escuta a conversa deles e liga para alguém. Durante a briga, uma mulher misteriosa, vestida com uma fantasia, sai do provador e os encara. Após Garrett ir embora, Shana faz outra ligação e diz, de forma suspeita: "Você não vai acreditar no que acabou de acontecer aqui". Estrelando: Brant Daugherty como Noel Kahn, Yani Gellman como Garrett Reynolds e Aeriél Miranda como Shana Fring |                  |                 |                         |                        |
| 5 | "TrAde Off"      | Arthur Anderson | Kyle Bown & Kim Turrisi | 25 de setembro de 2012 |
| Lucas entra na Rosewood Halloween Spooktacular Store, onde encontra Shana lendo um de seus quadrinhos favoritos. Mais tarde, Lucas recebe um telefonema misterioso. Logo após desligar, uma pessoa enigmática vestida com uma fantasia se aproxima dele e sussurra algo em seu ouvido antes de entrar no provador. Lucas a segue e, lá dentro, recebe um pedaço de papel. Após ler a mensagem, ele entrega um envelope à pessoa fantasiada. Shana observa a cena e comenta para si mesma: "Nunca um momento de tédio". Estrelando: Brendan Robinson como Lucas Gottesman e Aeriél Miranda como Shana Fring       |                  |                 |                         |                        |
| 6 | "AssociAtion"    | Arthur Anderson | Kyle Bown & Kim Turrisi | 2 de outubro de 2012   |
| Shana mexe em seu telefone, e é mostrado várias mensagens de um ID bloqueado. Além das mensagens, o ID bloqueado também liga para Shana, sugerindo que ela está conectada a alguém. Uma das chamadas recebidas desse ID bloqueado veio de Nova York. Estrelando: Aeriél Miranda como Shana Fring |                  |                 |                         |                        |
| 7 | "CAll Security"  | Arthur Anderson | Kyle Bown & Kim Turrisi | 9 de outubro de 2012   |
| "A" copia parte das imagens de segurança da loja de Halloween para um pen drive e começa a assistir aos vídeos. A figura encapuzada pausa o vídeo quando aparece alguém usando um casaco vermelho. Em seguida, "A" apaga todas as gravações do computador. Estrelando: Aeriél Miranda como Shana Fring, "A" e Jackson McQueen como segurança |                  |                 |                         |                        |
| 8 | "The "A" Train"  | Arthur Anderson | Kyle Bown & Kim Turrisi | 16 de outubro de 2012  |
| "A" está estudando o mapa para a Festa do Trem Fantasma, elaborando um plano. |                  |                 |                         |                        |

## Produção

### Desenvolvimento

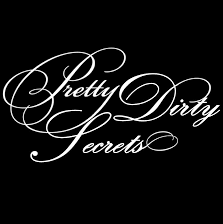
Logo da websérie.

A websérie foi escrita por Kyle Bown e Kim Turrisi e dirigida por Arthur Anderson. Kyle Bown, assistente da showrunner de Pretty Little Liars, I. Marlene King, e Kim Turrisi, que não fazia parte da equipe de roteiristas da série, foram contratados pela ABC Family para escrever a produção. No entanto, a equipe técnica de Pretty Little Liars também foi envolvida na criação da websérie. A obra apresentou Aeriél Miranda como Shana Fring, personagem que mais tarde apareceu na série original. Nenhum dos atores regulares de Pretty Little Liars participa da websérie.

### Lançamento
Os webisódios foram disponibilizados todas as terças-feiras no site da ABC Family, a partir de 28 de agosto de 2012, logo após o final da terceira temporada. A websérie foi uma forma de manter os espectadores engajados até o especial de Halloween. O oitavo e último webisódio foi lançado em 16 de outubro de 2012.